# Ouahigouya
Ouahigouya es una ciudad del norte de Burkina Faso. Es la capital de la Región Norte.

## Contexto

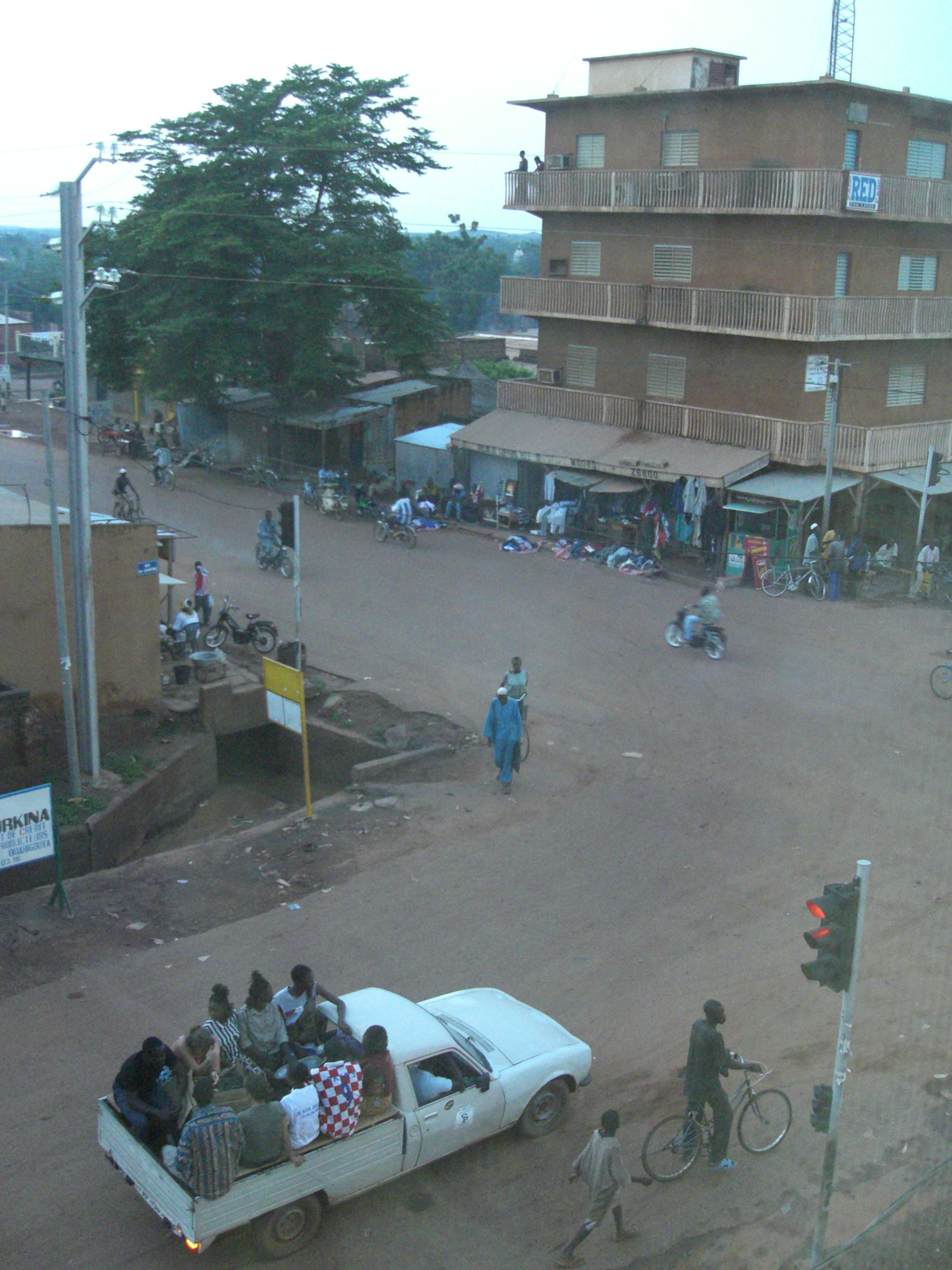
Ouahigouya (2005)

Con una población de alrededor de 122.700 personas, se sitúa unos 182 km al noroeste de Uagadugú, capital del país.

## Historia
La ciudad fue fundada en 1757 como capital de Yatenga, pero fue destruida en 1825 y atacada varias veces entre las décadas de 1870 y 1890, hasta que Francia comenzó a construir un fuerte en 1896.
En las navidades de 1985, el mercado local fue bombardeado por las fuerzas militares de Malí, causando más de 100 muertos.

## Lugares de interés
Destacan la tumba de Naaba Kango, el complejo Yatenga Naaba y un lago artificial. Ouahigouya es también el escenario de las principales películas de MercProductions' film "La Cycliste Existentiale."